# Масса-Лубренсе
Масса-Лубренсе (італ. Massa Lubrense) — муніципалітет в Італії, у регіоні Кампанія,  метрополійне місто Неаполь.
Масса-Лубренсе розташована на відстані близько 220 км на південний схід від Рима, 26 км на південь від Неаполя.
Населення — 14 182 особи (2014).

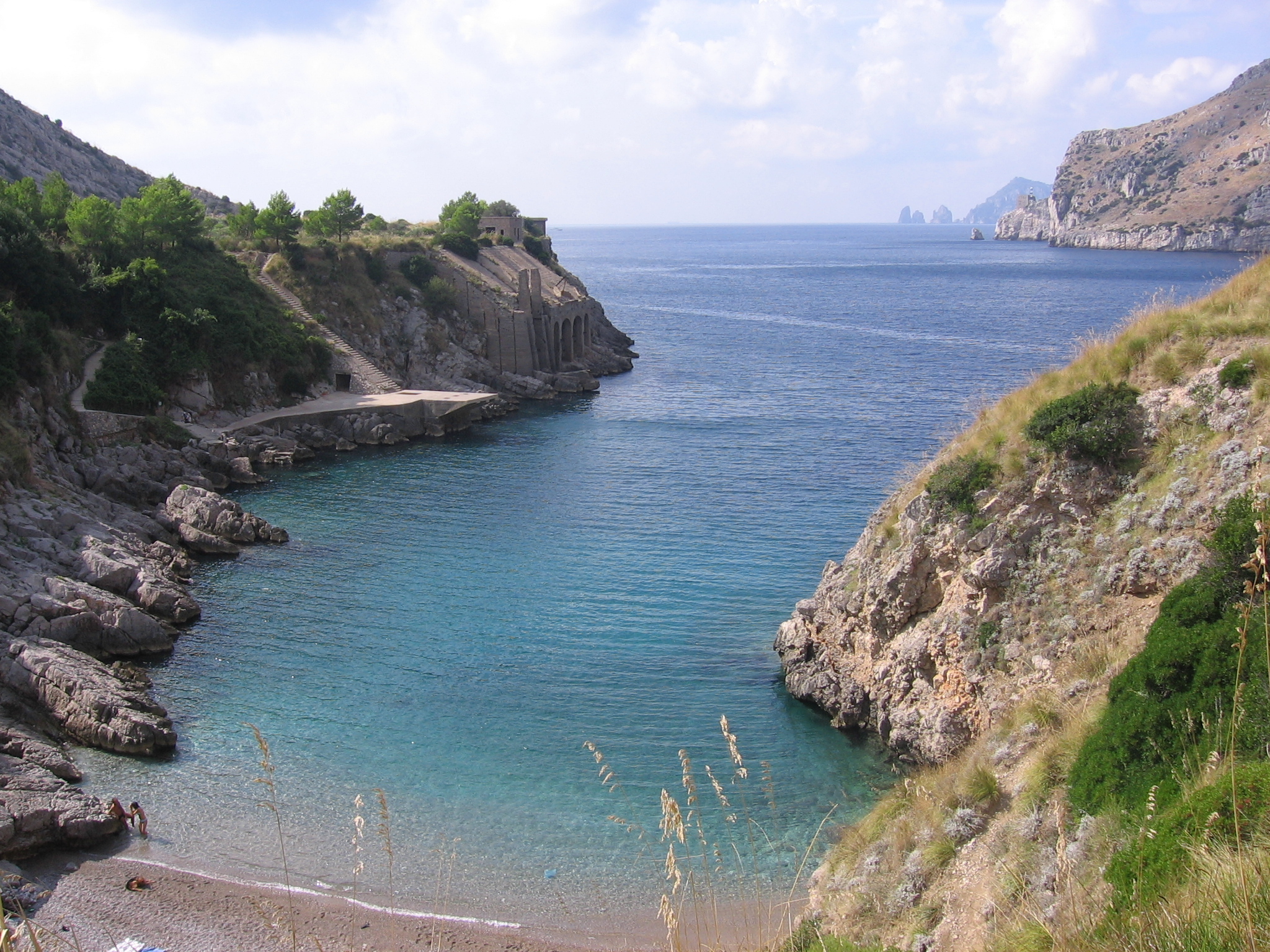

Щорічний фестиваль відбувається 10 травня. Покровитель — San Cataldo.

## Демографія
Населення за роками:

Станом на 1 січня 2023 року в муніципалітеті офіційно проживало 540 іноземців з 55 країн, серед них 240 громадян країн Євросоюзу та 89 громадян України.

## Сусідні муніципалітети
- Сорренто